# 코이어

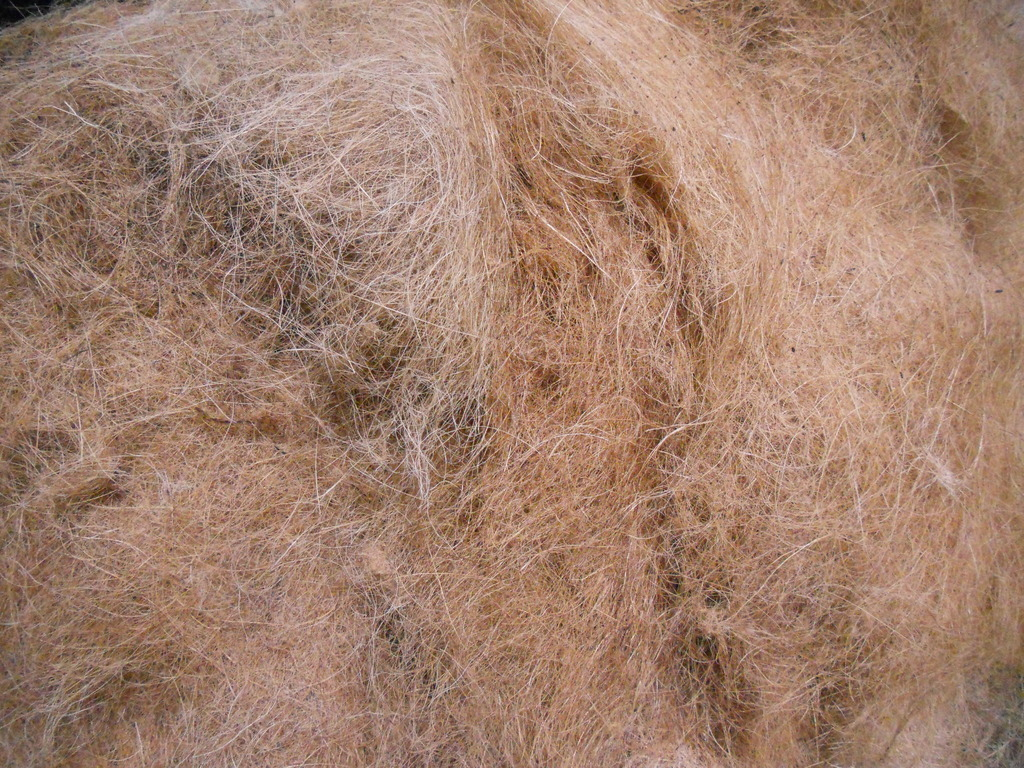
코이어 섬유의 클로즈업 뷰

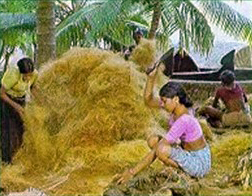
코이어 섬유의 분리

코이어(Coir)는 코코넛 섬유라고도 불리는 코코넛의 겉껍질에서 추출된 천연 섬유로 바닥 매트, 도어 매트, 브러시, 매트리스와 같은 제품에 사용되며 면 아마 식물에서 발견되었다. 코이어는 코코넛의 단단한 껍질과 겉껍질 사이에 있는 섬유질 물질이다. 갈색 코이어(익은 코코넛으로 만든 것)의 다른 용도는 실내 장식용 패딩, 포대, 원예용이다. 익지 않은 코코넛에서 수확한 하얀색 코이어는 가는 붓, 끈, 밧줄, 어망을 만드는데 사용된다. 가라앉지 않는 장점이 있어 추가 무게가 보트나 부표를 끌어내리지 않고 깊은 물에서 길게 사용할 수 있다.
코이어는 코이어 섬유의 처리로 인해 발생하는 분말 형태의 스폰지 물질인 코이어 피스와 혼동해서는 안 된다. 일부 국가에서는 코이르 섬유를 '코프라'라고 부르기도 하는데, 이는 혼란을 가중시킨다. 피스는 화학적으로 코이어와 비슷하지만 훨씬 짧은 섬유를 포함하고 있다. 코코아 이탄이라는 이름은 둘 다 이탄을 대체하는 좋은 수분 유지 특성을 가지고 있기 때문에 코이어, 피스 또는 혼합물을 지칭할 수 있다.

## 같이 보기
- 밧줄